# ミッキーの魚釣り
『ミッキーの魚釣り』（原題：The Simple Things）は1953年にウォルト・ディズニー・プロダクションによって制作されRKO Radio Picturesによって配給されたアニメーション短編映画作品。
ミッキーマウスの短編映画シリーズの一作品である。また、英語版では、長年ミッキーマウスの声を演じたジム・マクドナルドが1977年に引退したため最後の短編映画作品となった。

## 公開データ
| 公開日 上映時間 | 1953年（昭和28年） | 4月18日      | アメリカ合衆国 | 7分 |
| サイズ          | カラー             | スタンダード |                |     |

## 概要
ミッキーとプルートが出演するこの短編は、ミッキーマウスの劇場アニメシリーズの最後の短編作品として注目に値する。本作と長編アニメーション「ピーター・パン」をもって会社は1つの時代を終わらせた。

## 声の出演
| キャラクター   | 原語版               | 旧吹き替え版 | DHV旧吹き替え版 | DHV新吹き替え版 |
| -------------- | -------------------- | ------------ | --------------- | --------------- |
| ミッキーマウス | ジム・マクドナルド   | 後藤真寿美   | 青柳隆志        | 青柳隆志        |
| プルート       | ピント・コルヴィッグ | -            | -               | -               |
| カモメ         |                      |              |                 | 小形満          |

## スタッフ
| 製作           | ウォルト・ディズニー、ロイ・O・ディズニー |
| 脚本           | ビル・ベルク |
| 音楽           | ポール・J・スミス |
| 作画監督       | ノーム・ファーガソン |
| レイアウト     | ランス・ノリー |
| 原画           | フレッド・ムーア、マーヴィン・ウッドワード、アーノルド・ガレスピー、ハル・キング、ジョージ・クライゼル、ラリー・シルバーマン ジョージ・ニコラス、チャールズ・オーガスト・ニコルズ |
| エフェクト原画 | ダン・マクマヌス |
| 背景           | エド・スター |
| 監督           | チャールズ・オーガスト・ニコルズ |
| 制作           | ウォルト・ディズニー・プロダクション |

### 翻訳盤（新吹き替え版）
| 翻訳     | 岸田恵子 |
| 演出     | 向山宏志 |
| 音響製作 | 東北新社 |

## 映像ソフト化
- 『ディズニー・アニメ ゴールド・シリーズ ミッキーマウス』（VHS、ポニー、旧吹き替え版）
- 『ディズニー・アニメ ゴールド・シリーズ ミッキー・マウス!!』（VHS、バンダイ、旧吹き替え版）
- 『夢と魔法の宝石箱 ミッキーとなかよしプルート』（VHS、DHV Japan, Ltd.、DHV旧吹き替え版）
- 『ミッキーマウス／カラー・エピソード Vol.2 限定保存版』（DVD、ブエナ ビスタ ホーム エンターテイメント、DHV新吹き替え版）